# Niwka (powiat drawski)
Niwka (niem. Hohenfelde) – wieś sołecka w Polsce położona w województwie zachodniopomorskim, w powiecie drawskim, w gminie Czaplinek. W latach 1975–1998 miejscowość administracyjnie należała do województwa koszalińskiego. W roku 2007 wieś liczyła 75 mieszkańców.

## Geografia
Wieś leży ok. 2,5 km na zachód od Czaplinka, w pobliżu drogi krajowej nr 20 Gdynia -Stargard Szczeciński.